# 라돈 (신화)

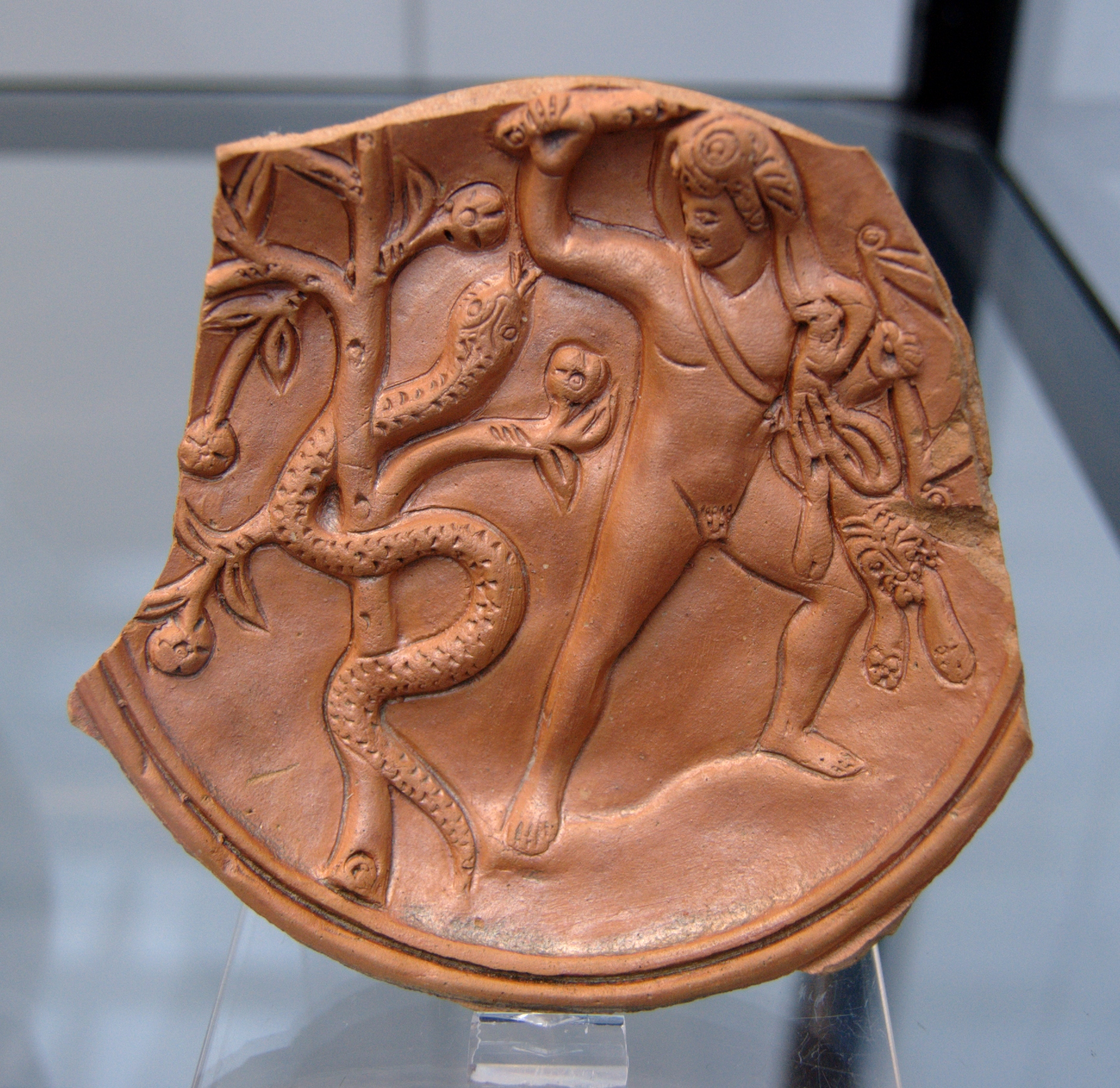
헤라클레스와 라돈, 로마시대의 점토판.

라돈(그리스어: Λάδων)은 그리스 신화에 나오는 커다란 뱀 형상의 드래곤으로 헤스페리데스의 황금사과를 지키는 괴물로, 불사의 존재이다. 전해오는 이야기에 의하면 헤라클레스의 열두과업중 하나이자 열한번째인 황금 사과를 가져오는 일에서 프로메테우스의 조언으로 헤라클레스는 아틀라스의 도움을 받아 라돈과 맞서지 않고 황금사과를 얻어 라돈은 헤라클레스와 싸우지 않았다. 후에 헤라는 충성을 다하는 그를 본따 별자리를 만들어주었는데. 이 별자리가 바로 용자리라고 한다.
라돈이 누구의 자식인지에 대하여는 여러 가지 설이 나뉜다.
헤시오도스에 의하면 라돈은 포르퀴스와 케토가 서로 사랑하여 낳은 막내 자식이었다. "...(이것은) 검은 대지의 은밀한 곳에서 그것의 광대한 경계에서 황금 사과들을 지키고 있다..."  다른 설에는 역시 뱀의 형상을 한 튀폰과 에키드나의 자식으로 보기도하고 "대지" 그 자체인 가이아가 낳았다고도 한다. 네메아의 사자와 형제지간이하는 설도 있는 것으로 보아 오르토스와 에키드나 사이의 자식으로 보기도 한다.
에리스토파네스의 희곡 개구리들에서도 라돈이 언급되고 있는데 여기서 라돈은 100개의 머리를 가지고 있고 서로 다른 말을 할 수 있다고 한다.
과일나무를 지키고 있는 커다란 뱀의 이야기는 고대 근동지역에서 흔히 볼 수 있는 전설로 기독교 성경 창세기의 이야기에서도 볼 수 있는데 이러한 전설은 아마도 근동지역에서 그리스 세계로 전승되었을 것으로 생각된다.

## 같이 보기
- 히드라 (신화)

1. ↑  헤시오도스. 신통기, 333행. 헤시오도스는 아마도 라돈이 계속 살아있는 것으로 믿었던 듯하다.
2. ↑  아폴로도로스. 비블리오테케 제2권. 113행; 히기누스, Fabulae 서문.